# コルリ
コルリ (Larvivora cyane) は、鳥綱スズメ目ヒタキ科Larvivora属に分類される鳥類。

## 分布
インド北東部、インドネシア（スマトラ島、ボルネオ島）、カザフスタン、カンボジア、シンガポール、タイ王国、大韓民国、中華人民共和国、朝鮮民主主義人民共和国、日本、ネパール、フィリピン、ブルネイ、ベトナム、マレーシア、ミャンマー南部、ラオス、ロシア南東部。
夏季に中華人民共和国北東部、日本、ロシア南東部、朝鮮半島で繁殖し、冬季になると中華人民共和国南部や東南アジアへ南下し越冬する。日本では繁殖のため北海道、本州中部以北に飛来する夏鳥。

## 形態
全長14センチメートル。
オスの成鳥は上面は暗青色、下面が白い羽毛で覆われる。種小名cyaneは「暗青色の」の意。体側面は青みがかる。眼先から胸部体側面にかけて黒い筋模様が入る。メスは上面と胸部が緑褐色、腹部が白い羽毛で覆われる。多くの個体は肩羽や腰、尾羽が青みがかる。

## 分類
2020年の時点でIOC World Bird Listなどでは、アカヒゲ・コマドリ・シマゴマなどとLarvivora属を構成する説を採用している。
以下の亜種の分類・分布は、IOC World Bird List(v 10.2)に従う。
Larvivora cyane cyane (Pallas, 1776)
中華人民共和国北東部、シベリア東部、朝鮮半島
Larvivora cyane bochaiensis Shulpin, 1928
モンゴル北部、シベリア中南部
Larvivora cyane nechaevi (Red'kin, 2006)
日本、サハリン、千島列島南部

## 生態
低山地から亜高山帯にかけてのササなどの下草が生い茂った落葉広葉樹林や混交林に生息する。群れは形成せず単独で生活する。
食性は動物食で、主に昆虫を食べる。主に地表で獲物を捕食する。
繁殖形態は卵生。繁殖期に縄張りを形成する。倒木の下などに枯葉や根などでお椀状の巣を作り、5月から7月に1回に4-6個の卵を産む。メスのみが抱卵する。ジュウイチに托卵の対象とされることがある 。